# Steven Beitashour
Steven Beitashour (Perzisch: Mehrdad Beitashour, مهرداد بیت‌آشور) (San Jose, 1 februari 1987) is een Iraans-Amerikaans betaald voetballer van Assyrische afkomst. In 2014 verruilde hij San Jose Earthquakes voor Vancouver Whitecaps.

## Clubcarrière
Beitashour werd in de 2e ronde van de 2010 MLS SuperDraft als 30e gekozen door San Jose Earthquakes. Hij maakte zijn debuut op 10 april 2010 tegen Chicago Fire en scoorde z'n eerste doelpunt op 24 april 2010 tegen Chivas USA. Hij was deel van de MLS All-Star selectie van 2012 die het opnam tegen Chelsea. Beitashour zelf speelde de volle 90 minuten in de met 3-2 gewonnen wedstrijd. Op 27 januari 2014 tekende Beitashour bij het Canadese Vancouver Whitecaps. Hij maakte zijn debuut op 8 maart 2014 in de met 4-1 gewonnen wedstrijd tegen New York Red Bulls.

## Interlandcarrière
Beitashour heeft een dubbele nationaliteit. Hij bezit zowel de Iraanse als de Amerikaanse nationaliteit waardoor hij ook de mogelijkheid heeft voor een van beide landen hun nationale team uit te komen. In juni 2012 bleek dat Carlos Queiroz, de coach van het Iraanse voetbalteam, ook interesse had in Beitashour maar dat hij hem, nog, niet had opgeroepen door de gevoelige band die er heerst tussen Amerika en Iran.
Hij werd later opgeroepen door Amerika voor een vriendschappelijke wedstrijd tegen Mexico op 15 augustus 2012. Hij maakte echter niet z'n debuut. Op 5 oktober 2013 werd Beitashour opgeroepen voor het Iraanse nationale team ter voorbereiding op een kwalificatiewedstrijd tegen Thailand voor de AFC Asian Cup in 2015. Op 15 oktober 2013 maakte hij tegen Thailand zijn debuut voor Iran. In de zesenzeventigste minuut kwam hij in de ploeg voor Hossein Mahini.